# 头顿耶稣像

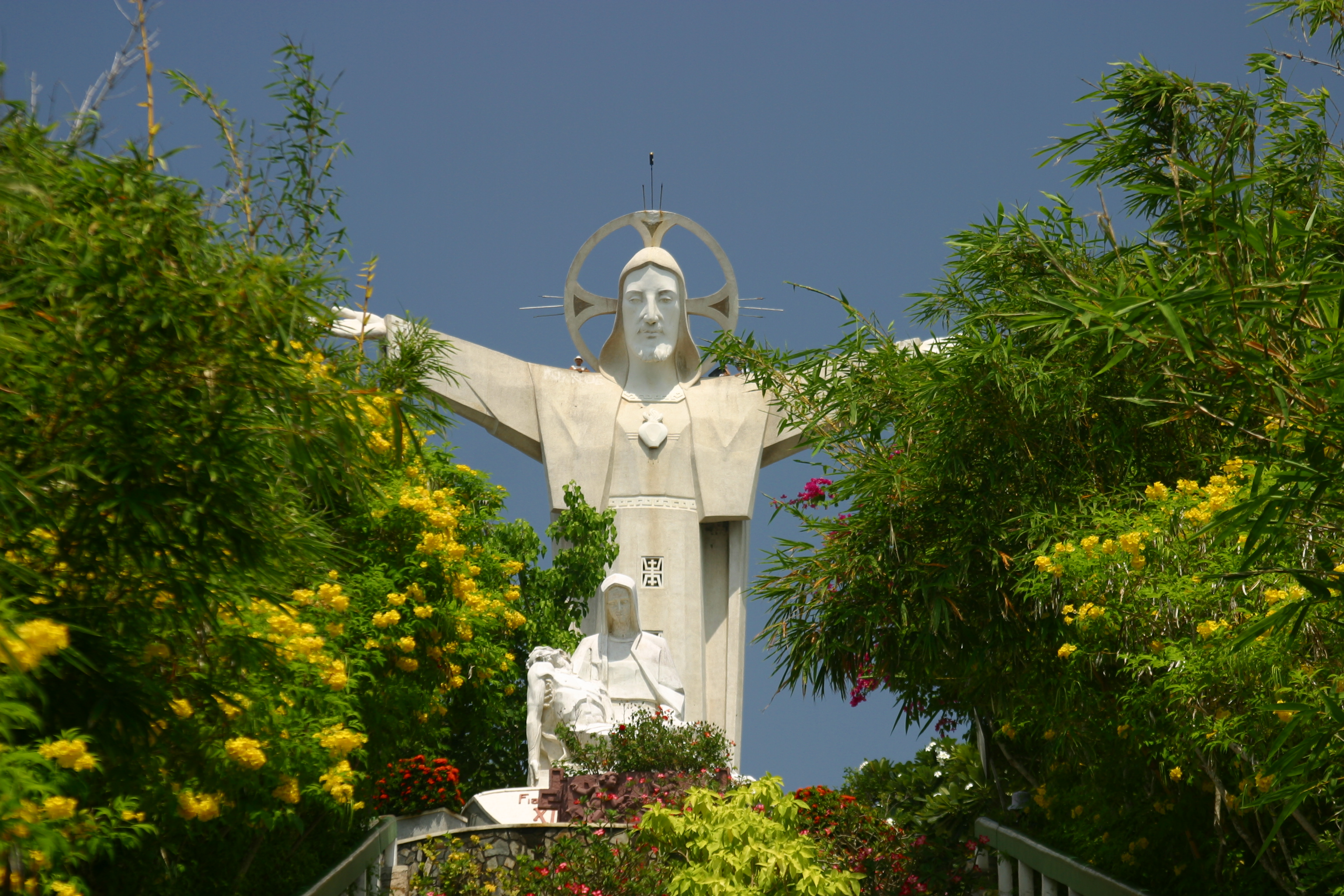

头顿耶稣像 (越南语: ／?) 是一尊耶稣基督君王雕像，位于越南东南部巴地頭頓省头顿市高170米的山顶。越南天主教会在1974年建造耶稣雕像，于1993年修复。
头顿耶稣像高32米，基座高4米，总高36米，展开的双臂长18.3米。雕像内部有133级台阶。
头顿耶稣像是亚洲最大的基督教雕像，1993年修复后，成为越南全国天主教徒主要的朝圣地。